# Plage de l'Anse Tabarin
La plage de l'Anse Tabarin est une plage de sable ocre située au Gosier, en Guadeloupe.

## Description
La plage de l'Anse Tabarin, longue d'une centaine de mètres, se situe à l'est du Gosier dans une petite crique près de la plage de la Datcha. Ombragée, elle comporte bénéficie des carbets et des bancs. L'embarquement pour l’îlet du Gosier s'y fait. Tout près se trouve la piscine en eau de mer du Gosier.

## Histoire
Le 7 juin 2022 la plage est interdite à la baignade sur recommandation de l'ARS en raison d'une contamination par une bactérie. Cette interdiction est levée deux semaines plus tard.

## Galerie

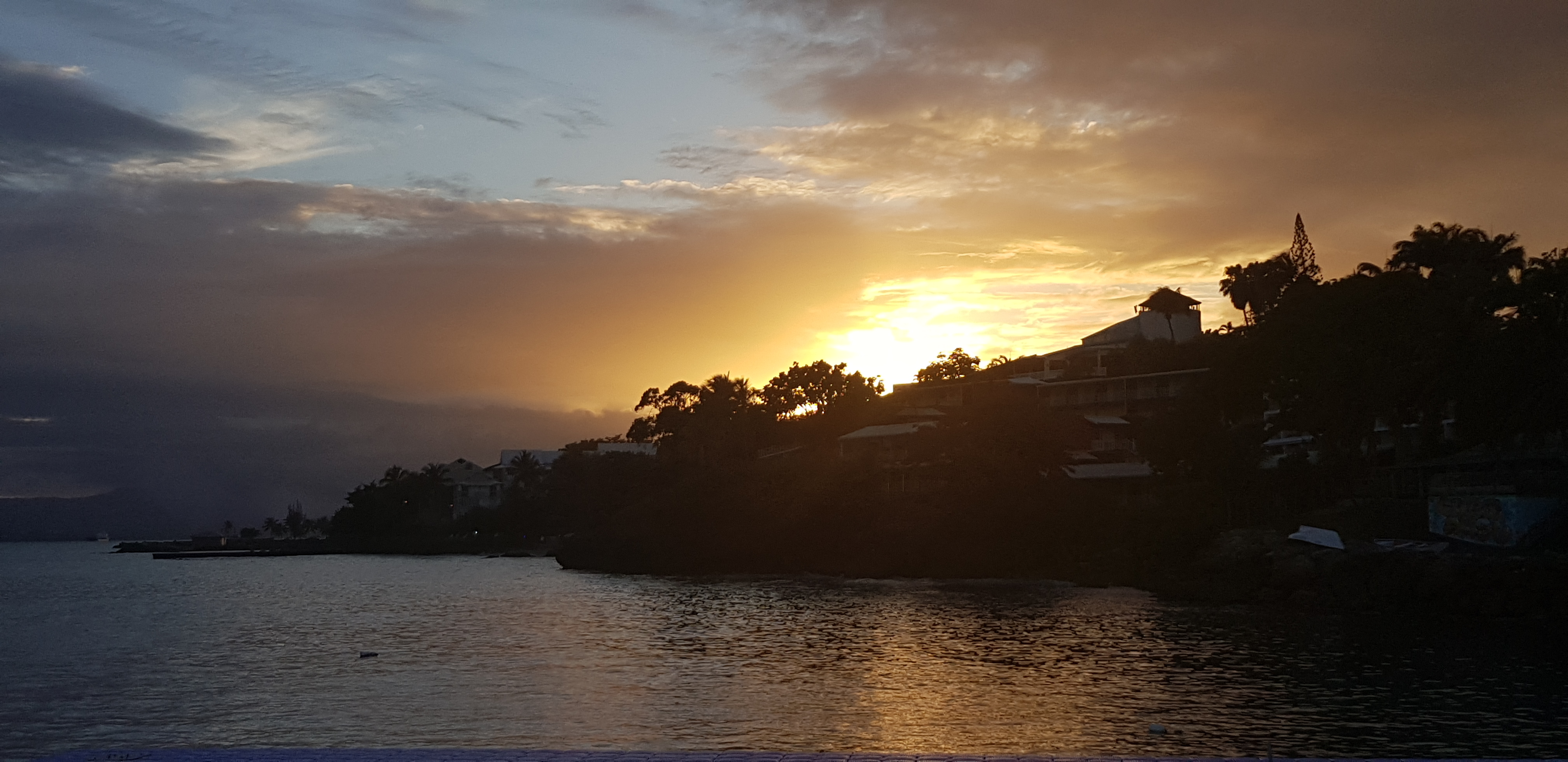
Coucher de soleil sur la plage de l'Anse Tabarin
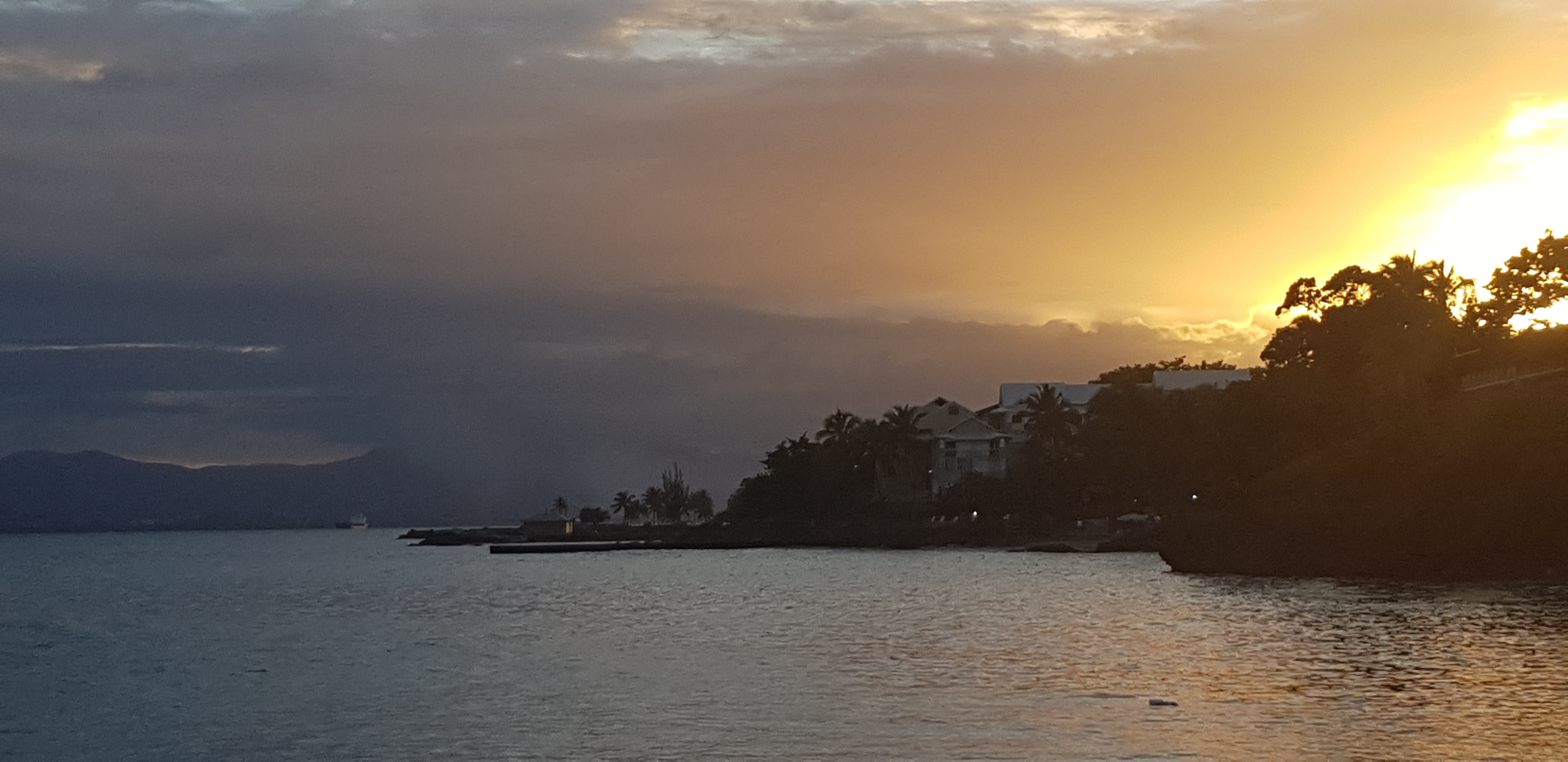
Anse Tabarin, coucher de soleil